# Salah El-Din Fatih
Salah El-Din Fatih (arab. صلاح الدين أحمد فاتح) (ur. 15 marca 1924 w Kafr ad-Dawwar) – egipski pięściarz. Reprezentant kraju podczas igrzysk olimpijskich w 1952 w Helsinkach. 
Na igrzyskach w Helsinkach wystąpił w turnieju wagi piórkowej. W pierwszej rundzie przegrał z Lenem Waltersem z Kanady.